# Xavier Knecht
Pour les articles homonymes, voir Knecht.
Xavier Knecht, né le 10 mai 1906 à Reiningue (Haut-Rhin), mort le 6 décembre 1969 à Mulhouse, est un homme politique français.

## Biographie
Issu d'une famille de six enfants, dont le père est maçon, Xavier Knecht est embauché, en 1920, dès l'âge de 14 ans, aux Mines de potasse d'Alsace. Il y accomplit toute sa carrière, au Puits Else de Wittelsheim, jusqu'à sa retraite en 1962. Syndiqué à la Confédération générale du travail unitaire (CGTU), il est élu délégué mineur, fonction qu'il tient jusqu'en 1961. Au moment du Front populaire il est un des secrétaire du syndicat régional CGT des Mines de potasse d'Alsace. En 1928 il adhère au Parti communiste.
Mobilisé en 1939, il est fait prisonnier en Belgique. Libéré en juillet 1940, en tant qu'appartenant au peuple allemand, comme tous les Alsaciens-lorrains, il est surveillé par la police allemande, au courant de ses activités politiques avant-guerre. Entré en contact en 1941 avec le leader communiste alsacien Georges Wodli, il est chargé d'organiser, avec d'autres militants, la résistance dans les puits. Arrêté le 12 mai 1942, par la Gestapo, il est interné en divers lieux, puis déporté dans un camp de concentration travaillant pour l'industrie allemande. Il est libéré en avril 1945.
En décembre 1946, il est élu par les députés de l'Assemblée nationale, pour faire partie du Conseil de la République. Il est membre du groupe communiste. Mais alsacien non francophone il peine à en suivre les débats et démissionne le 27 décembre 1947. Il est remplacé au Sénat par le général Ernest Petit.
De 1947 à 1953, Xavier Knecht est conseiller municipal de Reiningue.